# Franz Xaver Bogner

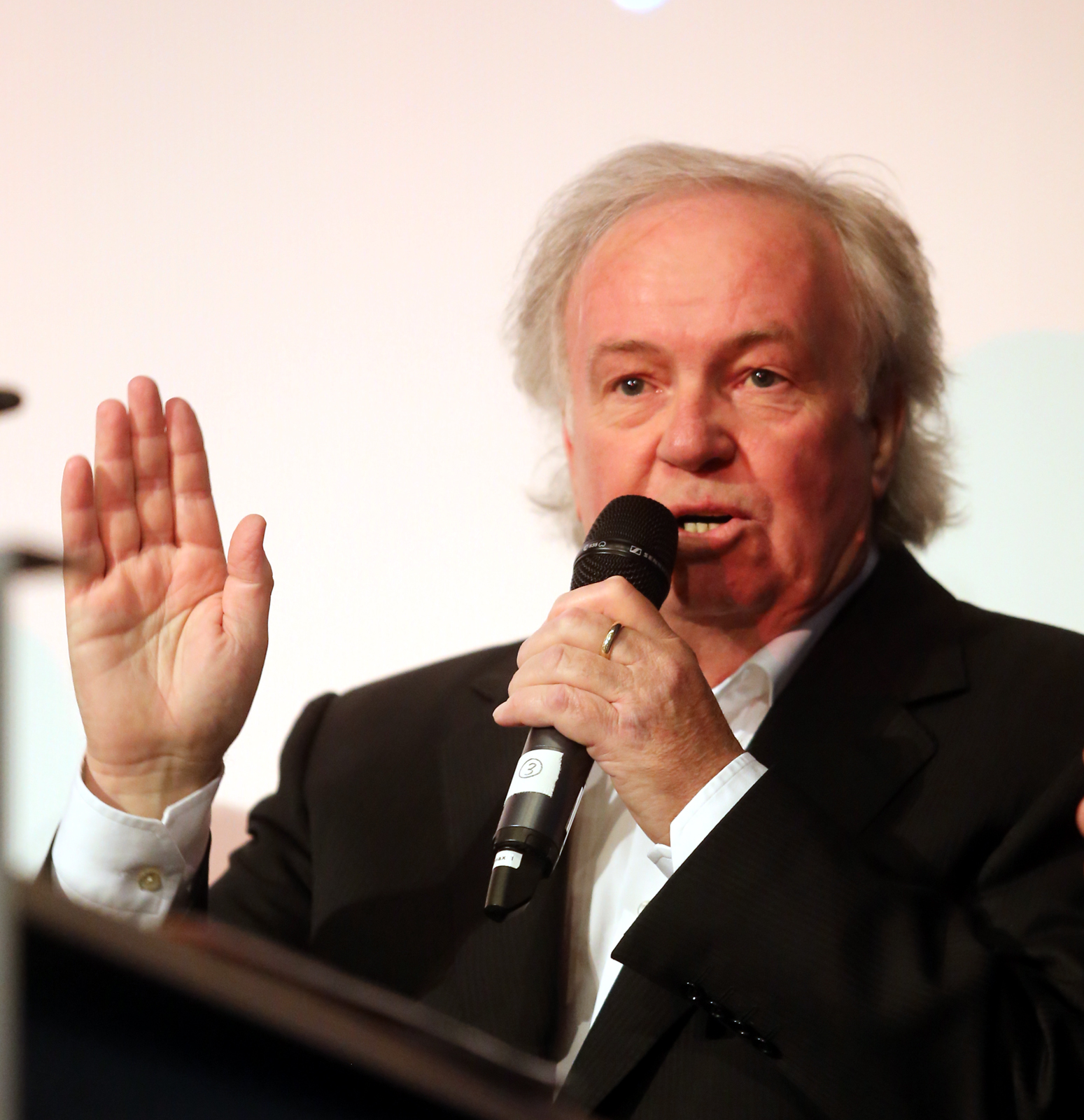
Franz Xaver Bogner (Sept. 2014)

Franz Xaver Bogner (* 15. Januar 1949 in Pliening, Bayern) ist ein deutscher Regisseur und Drehbuchautor.

## Leben
Nach dem Abitur in Erding folgte eine Lehre in einem Münchener Kopierwerk. Zusätzlich zu seiner Ausbildung an der Hochschule für Fernsehen und Film München von 1970 bis 1973 studierte er auch Amerikanistik. Nach einigen Arbeiten als Dokumentarfilmer wurde er vor allem durch Serien für den Bayerischen Rundfunk bekannt. Mit der 68er-Serie Irgendwie und Sowieso erreichte Bogner Kultstatus. 14 Jahre lief die Serie Café Meineid, in der er bayerische Formen der Rechtspflege beschreibt. Im Herbst 2004 lief die erste Staffel der Serie München 7 im Bayerischen Fernsehen, die zweite Staffel mit vier Folgen im April und Mai 2006.
Bogner erhielt für seine Filme und Serien unter anderem den Bayerischen Fernsehpreis, zweimal den Adolf-Grimme-Preis und 1998 die Romy. Er ist Mitglied im Bundesverband Regie (BVR).
Bogner ist verheiratet und hat vier Kinder.
Sowohl Irgendwie und Sowieso als auch später Der Kaiser von Schexing siedelte Bogner erzählerisch im Landkreis Ebersberg an, in dem er selbst geboren wurde und aufwuchs. Dies ist an den Fahrzeug-Kennzeichen jeweils deutlich erkennbar. Die Ortsnamen der Hauptschauplätze beider Serien (Gemeinde Zell und Gemeinde Schexing) wurden hingegen fiktiv gewählt. Auch sein Film Madame Bäurin spielt im selben Landkreis unweit der bayerischen Landeshauptstadt, was in diesem Fall jedoch an der Romanvorlage der Heimatschriftstellerin Lena Christ lag, welche ihrerseits ebenfalls daher stammte.

## Filmografie (Auswahl)
- 1981: Zeit genug (Fernsehserie)
- 1981–1983: Familie Meier (Fernsehserie)
- 1986: Irgendwie und Sowieso (Fernsehserie)
- 1987–1988: Zur Freiheit (Fernsehserie)
- 1990: Café Europa (Fernsehfilm)
- 1990–2003: Café Meineid (Fernsehserie)
- 1993: Madame Bäurin (Kinofilm)
- 1994: Sein letzter Wille (Fernsehfilm)
- 1997: Das ewige Lied (Fernsehfilm)
- 1999: Einmal leben (Fernsehfilm)
- 2004–2006; 2012–2016: München 7 (Fernsehserie)
- 2007–2011: Der Kaiser von Schexing (Fernsehserie)
- 2016: Moni’s Grill, 2018 fortgesetzt als München Grill (Fernsehserie)
- 2017: Über Land (Fernsehserie)
- 2023: Himmel, Herrgott, Sakrament (Fernsehserie)

## Auszeichnungen und Ehrungen
- 1987: Goldener Gong für Zur Freiheit (Buch und Regie)
- 1989: Adolf-Grimme-Preis mit Silber für Zur Freiheit (zusammen mit Ruth Drexel)
- 1993: Bayerischer Fernsehpreis für Madame Bäurin
- 1998: Goldene Romy (Bestes Buch)
- 2001: Ernst-Hoferichter-Preis
- 2005:
  - Bayerischer Fernsehpreis für München 7 (Buch und Regie)
  - Adolf-Grimme-Preis für München 7 (Buch und Regie)
  - München leuchtet – Medaille in Gold
  - Tassilomedaille – Auszeichnung vom Förderverein Bairische Sprache und Dialekte – wegen der Echtheit der bairischen Dialekte in seinen Werken und besonders der Dialoge selbst
- 2009: Bayerische Verfassungsmedaille in Silber.
- 2014: Oberbayerischer Kulturpreis
- 2014: Kulturpreis Bayern, Sonderpreis des Bayerischen Staatsministeriums für Wissenschaft, Forschung und Kunst
- 2018: Bayerischer Verdienstorden.[2]